# 장즈시
장즈시(중국어 간체자: 张芷溪, 정체자: 張芷溪, 병음: Zhāng Zhīxī, 한자음: 장지계, 1987년 10월 7일 ~ )는 중화인민공화국의 배우이다. 《대군사사마의》의 견복 역으로 잘 알려져 있다.